# Anoplodactylus tarsalis
Anoplodactylus tarsalis is een zeespin uit de familie Phoxichilidiidae. De soort behoort tot het geslacht Anoplodactylus. Anoplodactylus tarsalis werd in 1968 voor het eerst wetenschappelijk beschreven door Stock. 